# Тубаран (месторождение)
Тубаран (порт. Tubãrao — акула) — газовое месторождение в Мозамбике. Расположено на Мозамбикском проливе. Открыто в феврале 2011 года со скважиной «Tubarão-1»[уточнить].
Газоносность связана с отложениями эоценового возраста.
Оператором месторождении является американская нефтяная компания Anadarko Petroleum (36,5 %). Другие партнёры — мозамбикский Empresa Nacional de Hidrocarbonetos (15 %), японский Mitsui (20 %), скандинавский Cove Energy (8,5 %), индийские Bharat Petro Resources Ltd. (10 %) и Videocon (10 %).